# Khu dự trữ sinh quyển Tehuacán-Cuicatlán
Khu dự trữ sinh quyển Tehuacán-Cuicatlán là một khu vực tự nhiên được bảo vệ nằm ở phía đông nam Mexico. Nơi đây đã được UNESCO công nhận là di sản thế giới hỗn hợp. Tên của nó bắt nguồn từ hai địa điểm chính: Cuicatlán và Tehuacán. Khu vực bao gồm một khu vực rộng 490.186 ha phân bố ở 21 thành phố của bang Puebla và Oaxaca.

## Vị trí
Khu vực nằm ở vùng núi Sierra Madre del Sur. Nó đặc trưng bởi địa hình khắc nghiệt, nơi đây có dãy núi không quá 3.000 mét so với mực nước biển nằm xung quanh các thung lũng rộng Tehuacán, Zapotitlán và Hẻm núi Cuicatlán. Hầu như toàn bộ khu bảo tồn là một phần của lưu vực thượng lưu sông Papaloapan, một trong những con sông lớn nhất của Mexico, mặc dù ở khu vực này độ ẩm không đủ để hình thành các dòng suối lớn. Papaloapan được cung cấp nước từ nhiều dòng suối bắt nguồn từ vùng núi Sierra de Tehuacán và Sierra Mixteca, bao gồm Tehuacán và các con sông Calapa, Zapotitlán.
Khí hậu của khu dự trữ sinh quyển này là ấm áp bán khô và ấm áp bán nhiệt đới, riêng vùng Glen Cuicatec với lượng mưa rất ít trong mùa hè. Ở vùng núi cao, người ta thường thấy có sương mù dày đặc nhưng lượng mưa dưới dạng ngưng tụ cũng khiêm tốn.
Tầm quan trọng của Tehuacán-Cuicatlán nằm ở sự đa dạng tuyệt vời của các loài thực vật. Trái ngược với nhiều suy nghĩ, vùng nhiệt đới khô cằn ở đông nam Mexico không phải là một nơi nghèo nàn về sự đa dạng sinh học. Một số nghiên cứu, trong đó có nghiên cứu của Rzedowski năm 1973 và 1978 cho thấy sự đa dạng của các loài thực vật ở đây. Một phần ba trong số chúng là các loài thực vật đặc hữu của Tehuacán-Cuicatlán. Hệ thực vật chiếm ưu thế trong khu dự trữ sinh quyển này là xerófita (các loài sinh trưởng và phát triển trong điều kiện không cần nhiều nước) chiếm hơn 1/3 số loài phát hiện tại nơi này. 

## Mô tả
Khu dự trữ sinh quyển được bao bọc bởi phía Tây là dãy Sierra Mixteca và về phía đông là ba dãy núi: Sierra Zongolica ở phía bắc, Mazatec Sierra ở giữa và Sierra de Juarez ở phía nam. Dãy núi nổi bật nhất là Sierra Zongolica và Sierra Mazatec, được đặc trưng bởi địa hình vùng núi đá vôi, bị chia cắt bởi những hẻm núi sâu.
Một trong những đặc điểm sinh thái đặc biệt nhất từ thung lũng Tehuacán-Cuicatlán là rừng cây xương rồng Ceroid cactus, một trong những loài xương rồng cao nhất trên thế giới. Tehuacán-Cuicatlán có 47 trong tổng số 77 loài xương rồng tìm thấy ở Mexico. Các loài này là thành phần chiếm ưu thế trong tổng số 9 quần xã thực vật đặc hữu của Tehuacán-Cuicatlán. Khu vực này cũng có cây bụi, rừng rụng lá nhiệt đới, rừng thông, rừng thông - sồi và rừng mây.
Trong số các động vật có xương sống, khu dự trữ sinh quyển có 18 loài cá và 27 loài lưỡng cư, đây là khu vực đa dạng cao so với các sa mạc ở Bắc Mỹ và Úc. Nó còn có 85 loài bò sát, trong đó có 20 loài đặc hữu và 338 loài chim, trong đó có 16 loài đặc hữu.
Do có các loài đặc hữu, các loài có nguy cơ tuyệt chủng và các loài thực vật hiếm nên khu vực này là điểm nóng đa dạng sinh học của IUCN.

## Hình ảnh

Thực vật tại Khu dự trữ sinh quyển Tehuacán-Cuicatlán
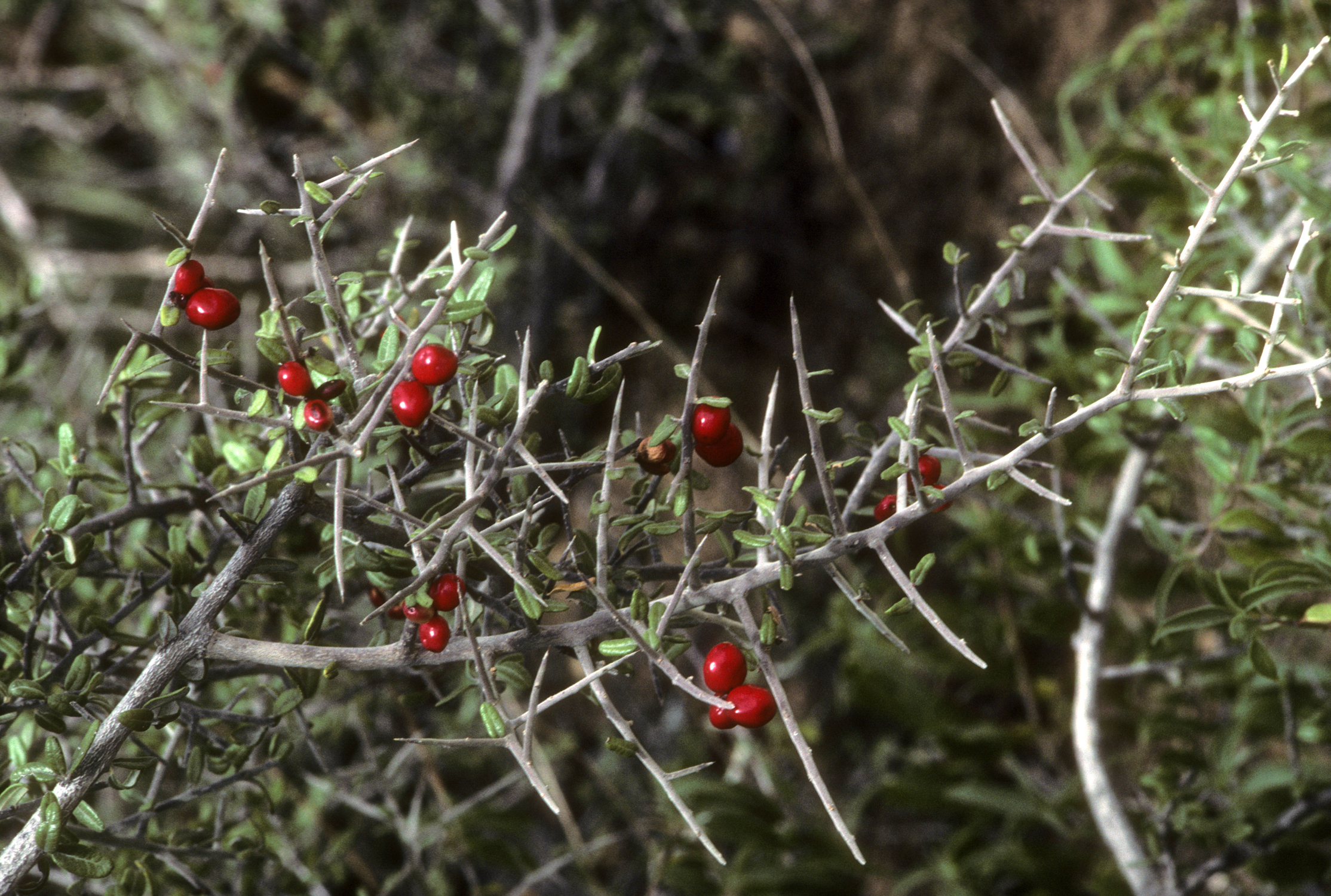
Castela tortuosa
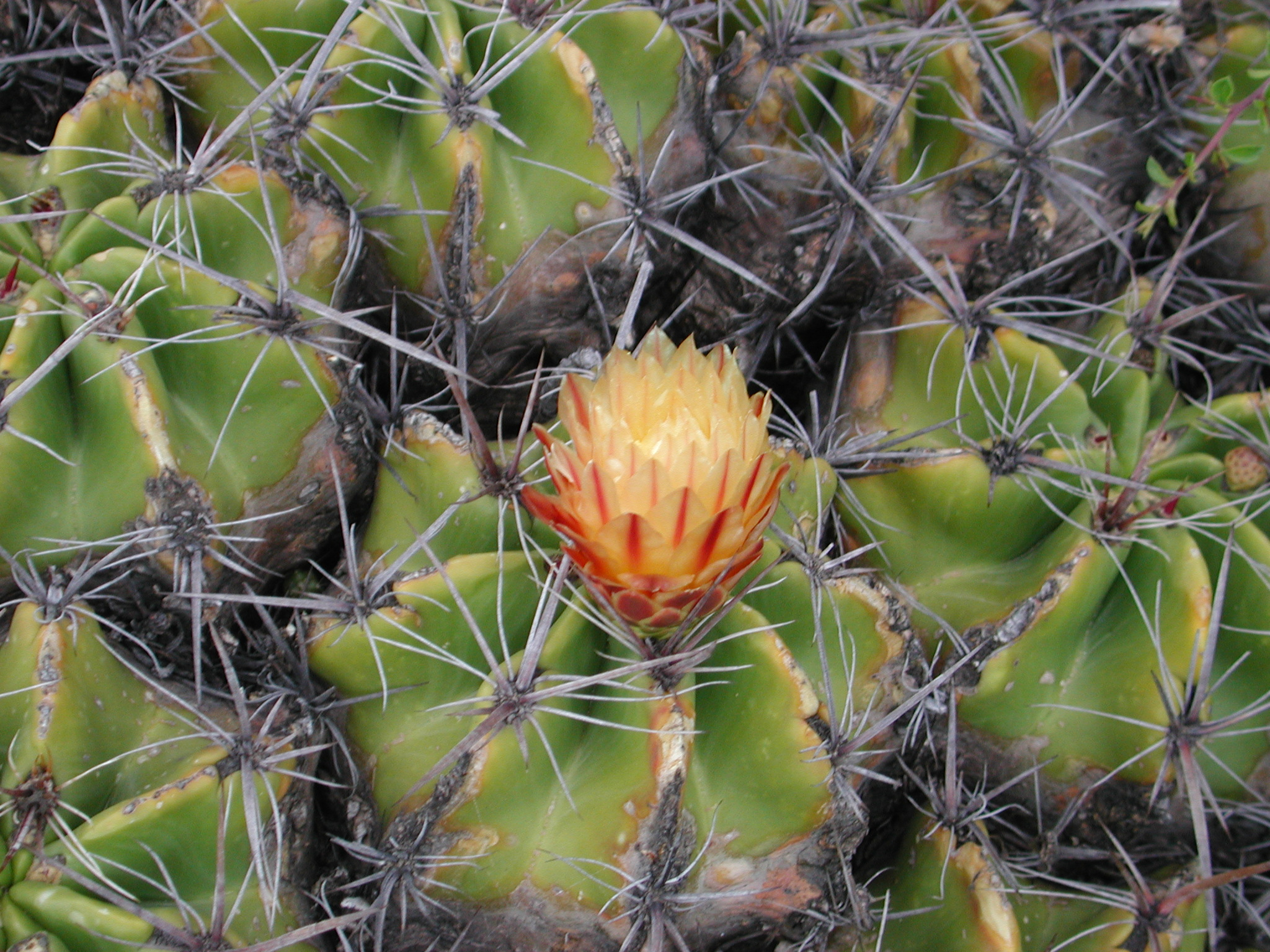
Ferocactus robustus
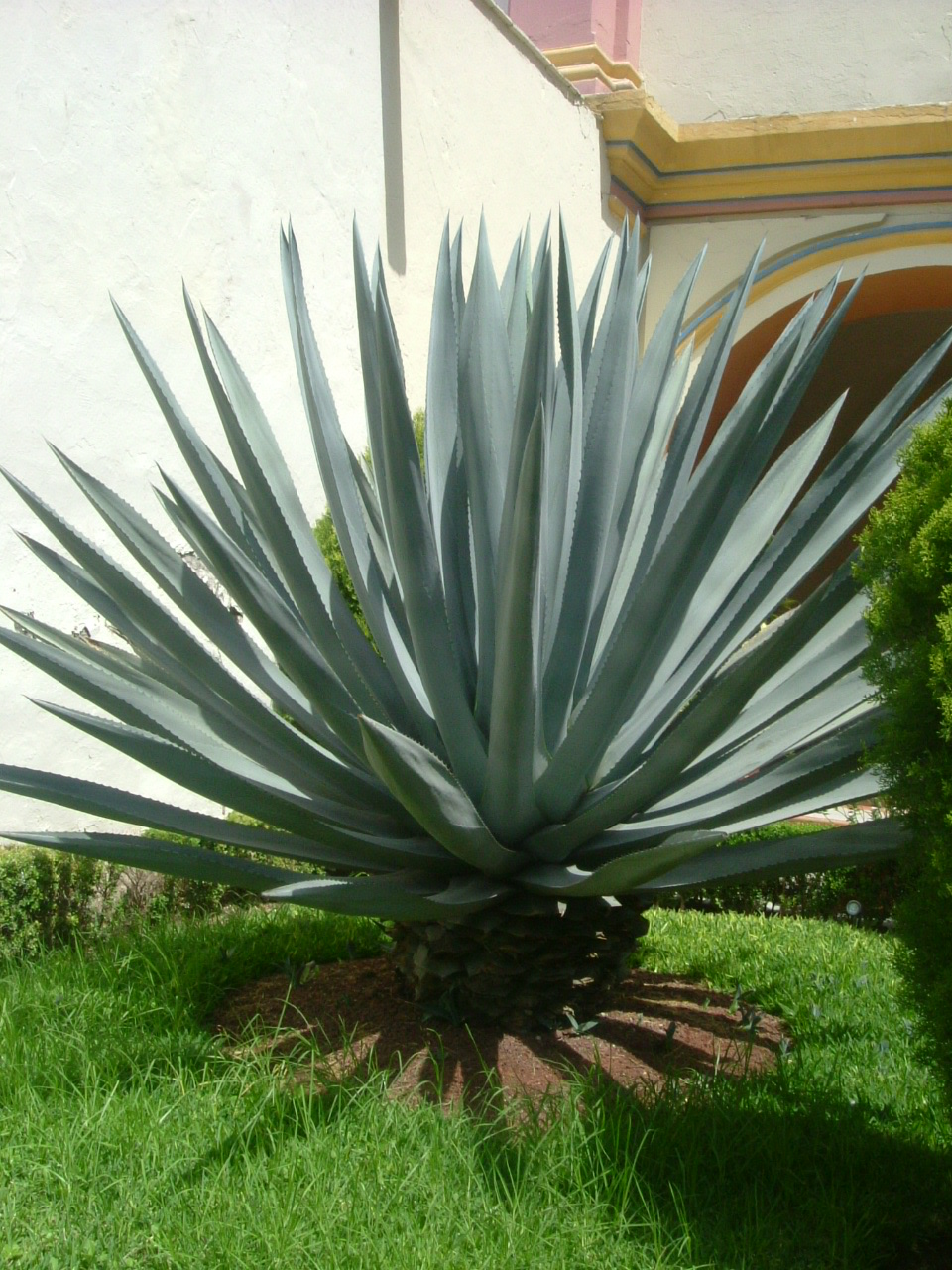
Agave spp.
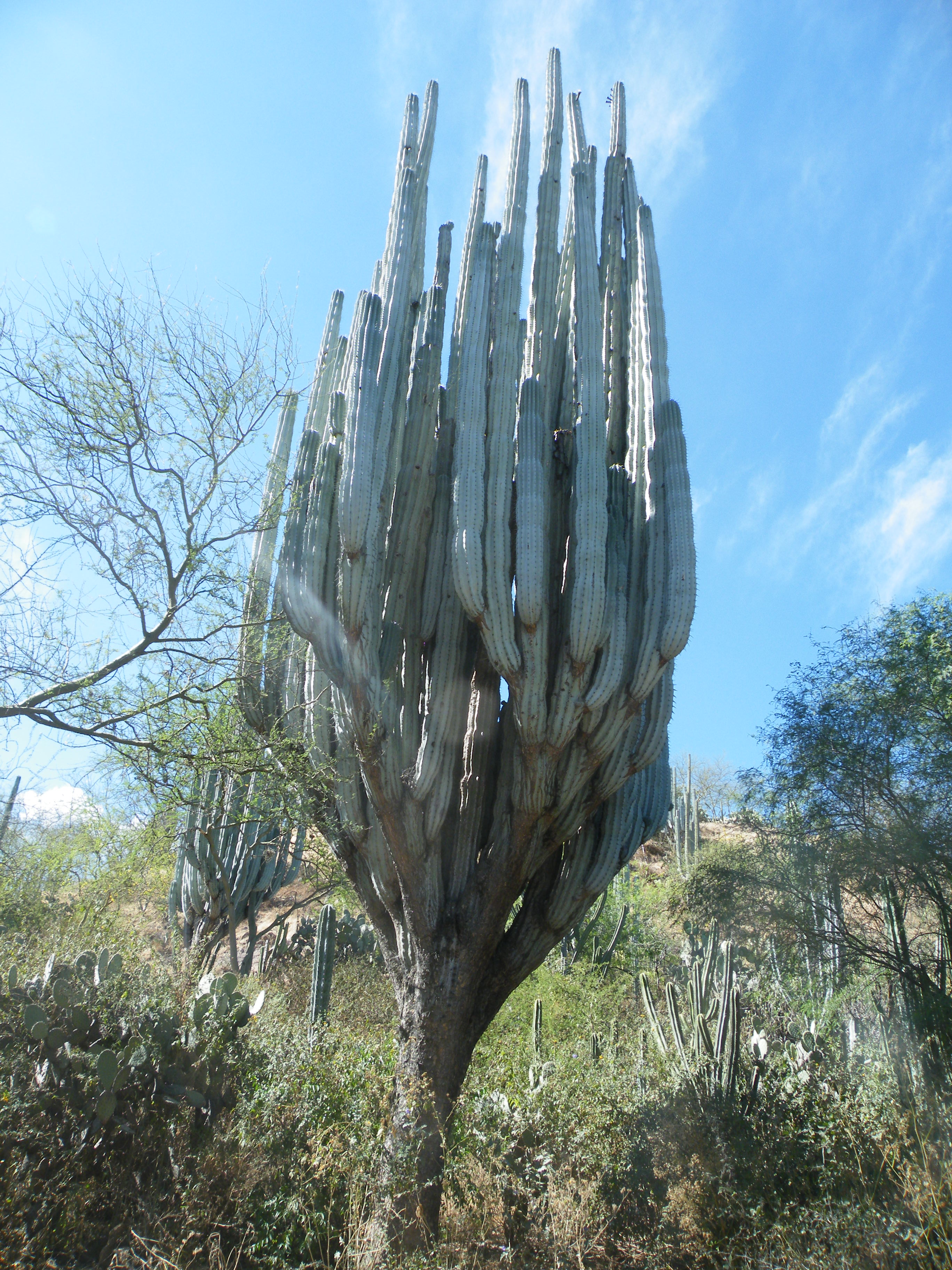
Pachycereus weberi
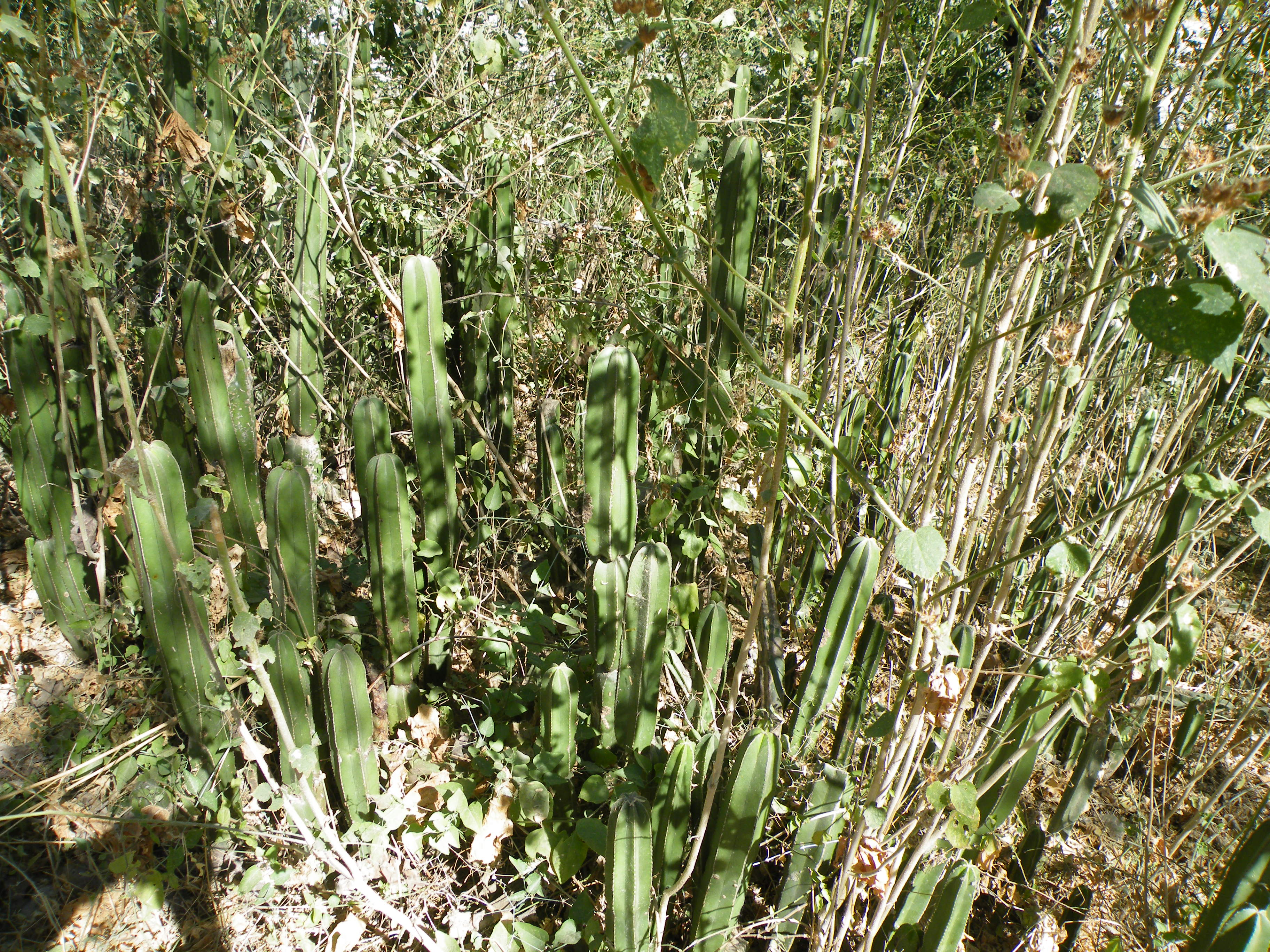
Pachycereus marginatus
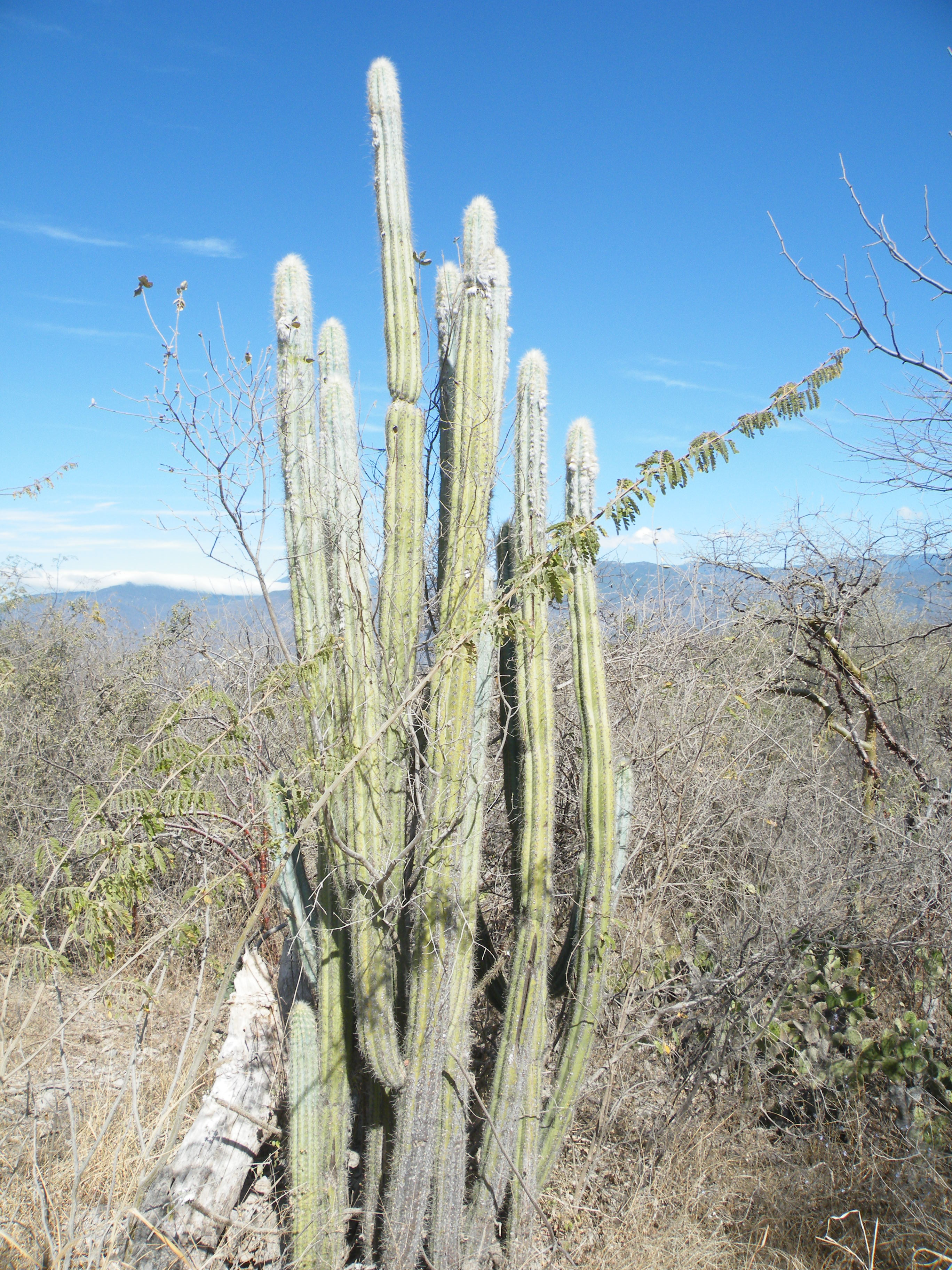
Pilosocereus quadricentralis
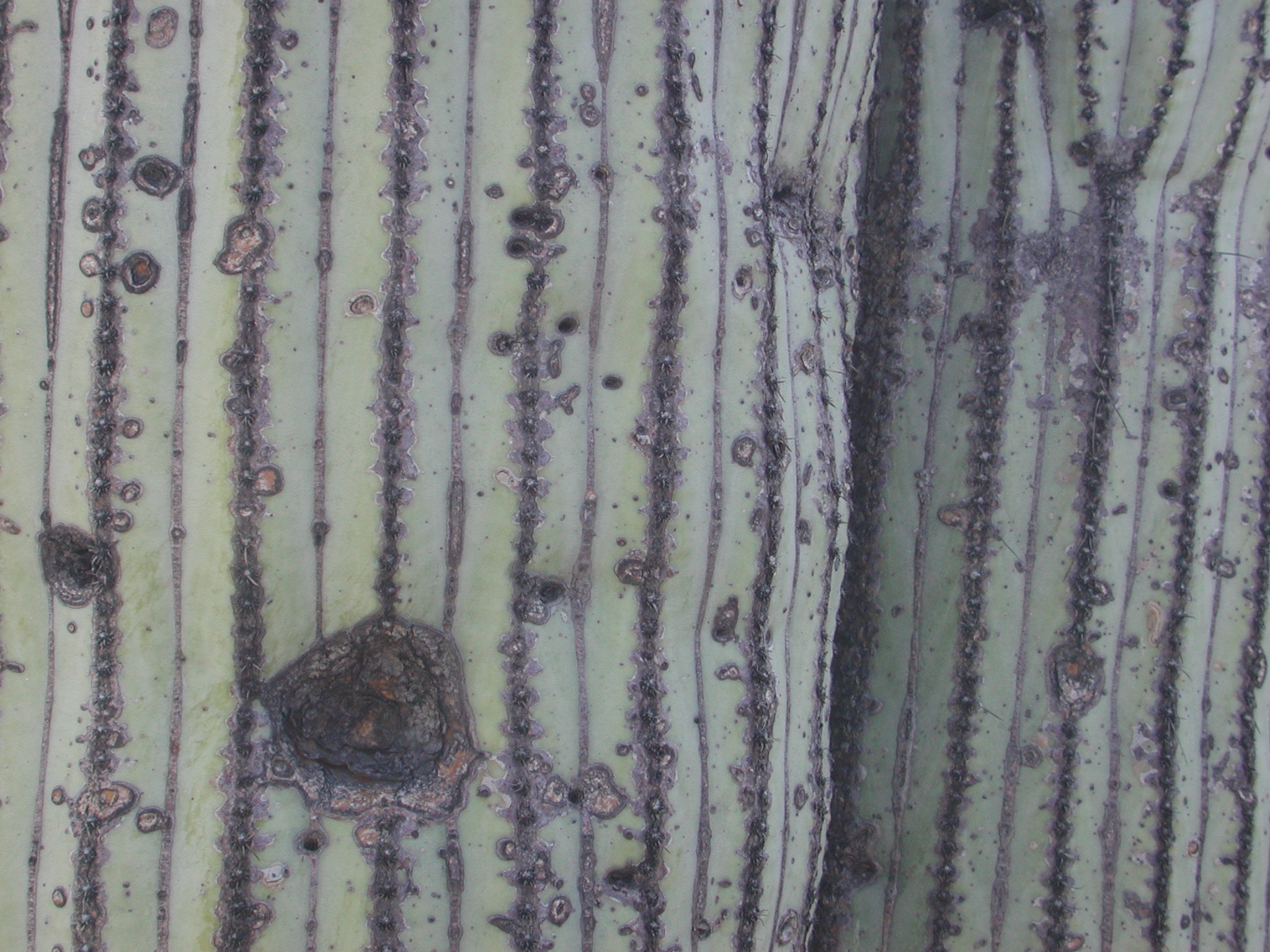
Cephalocereus columna-trajani
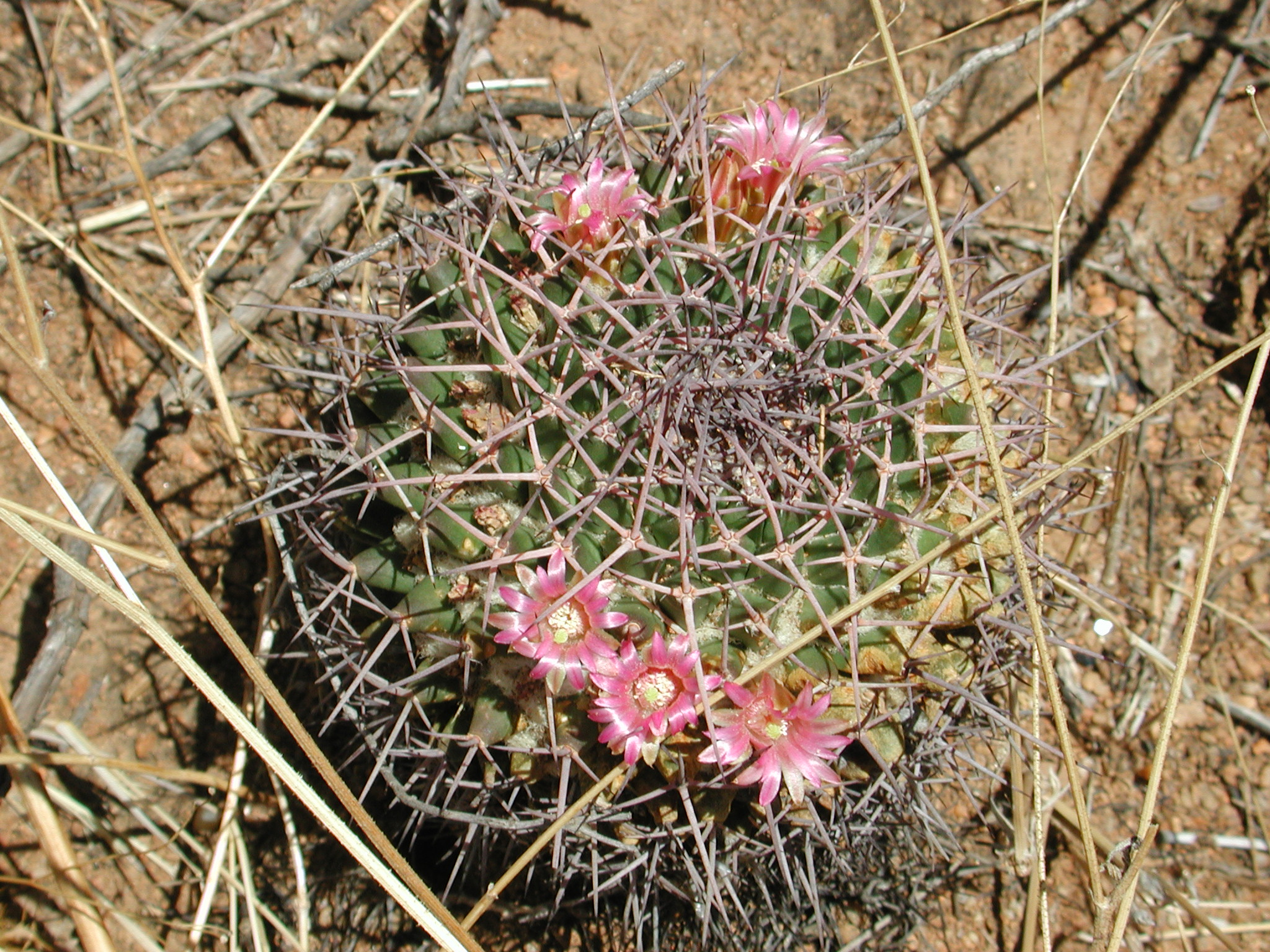
Mammillaria carnea
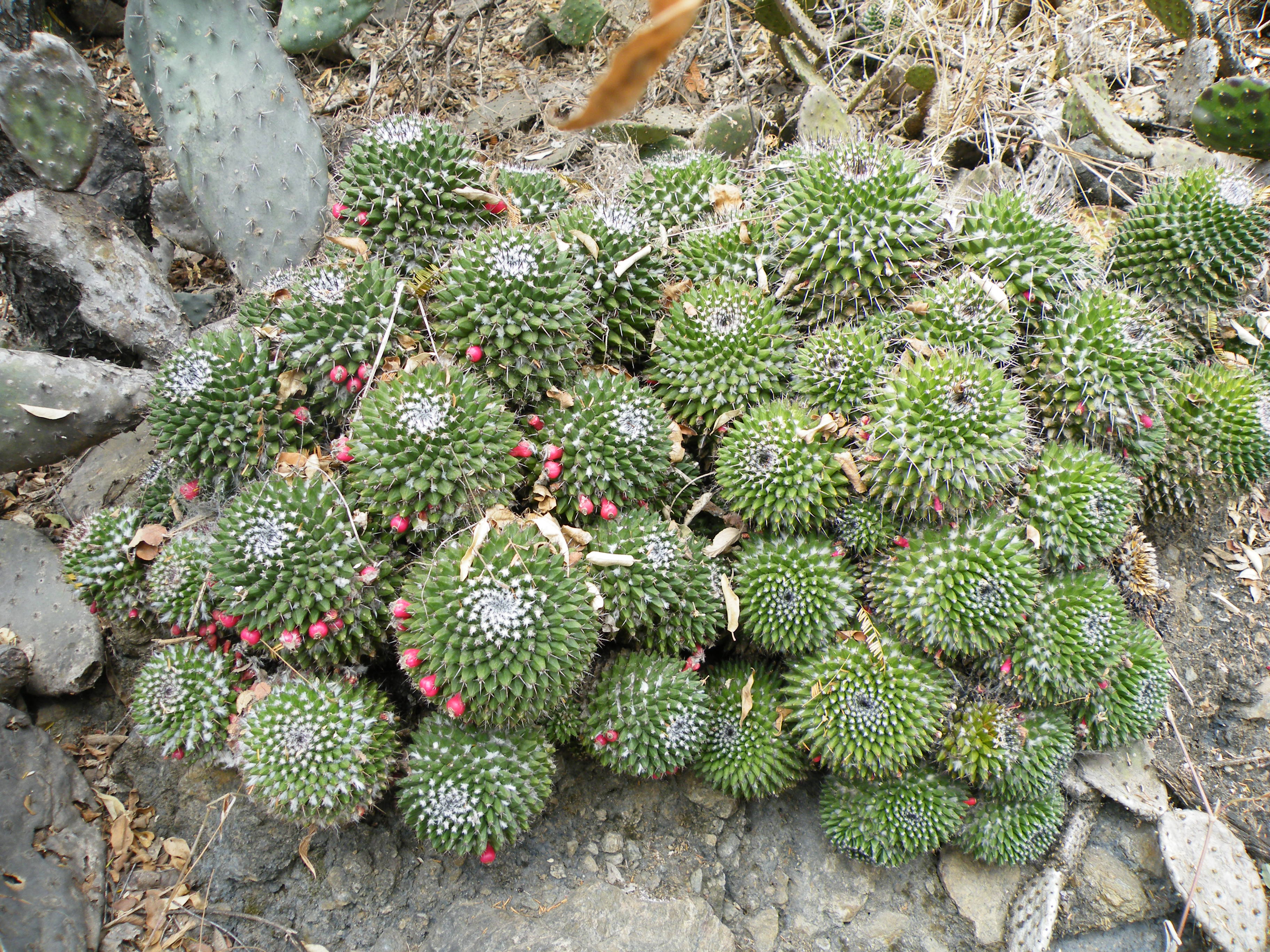
Mammillaria polyedra
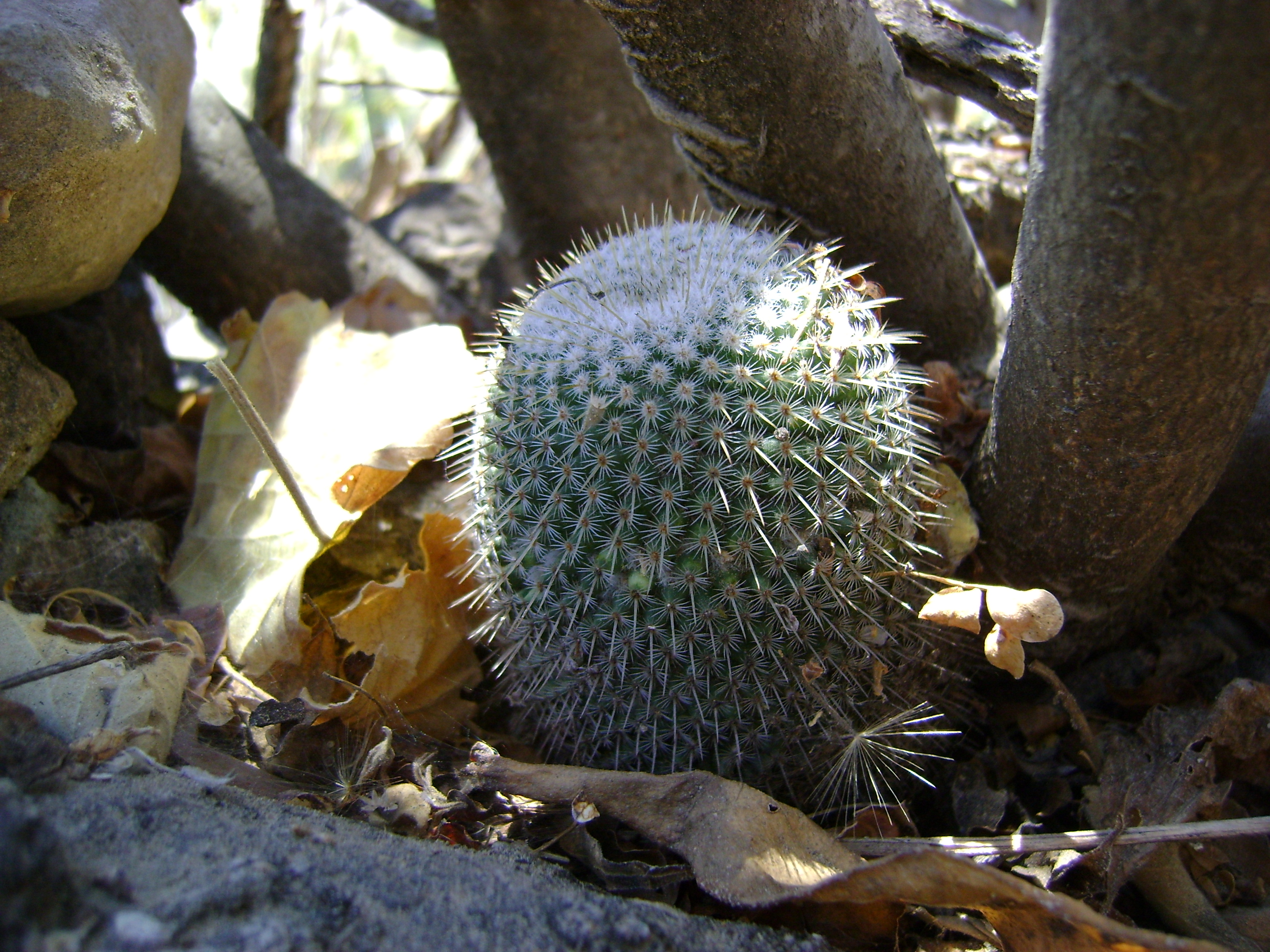
Mammillaria supertexta
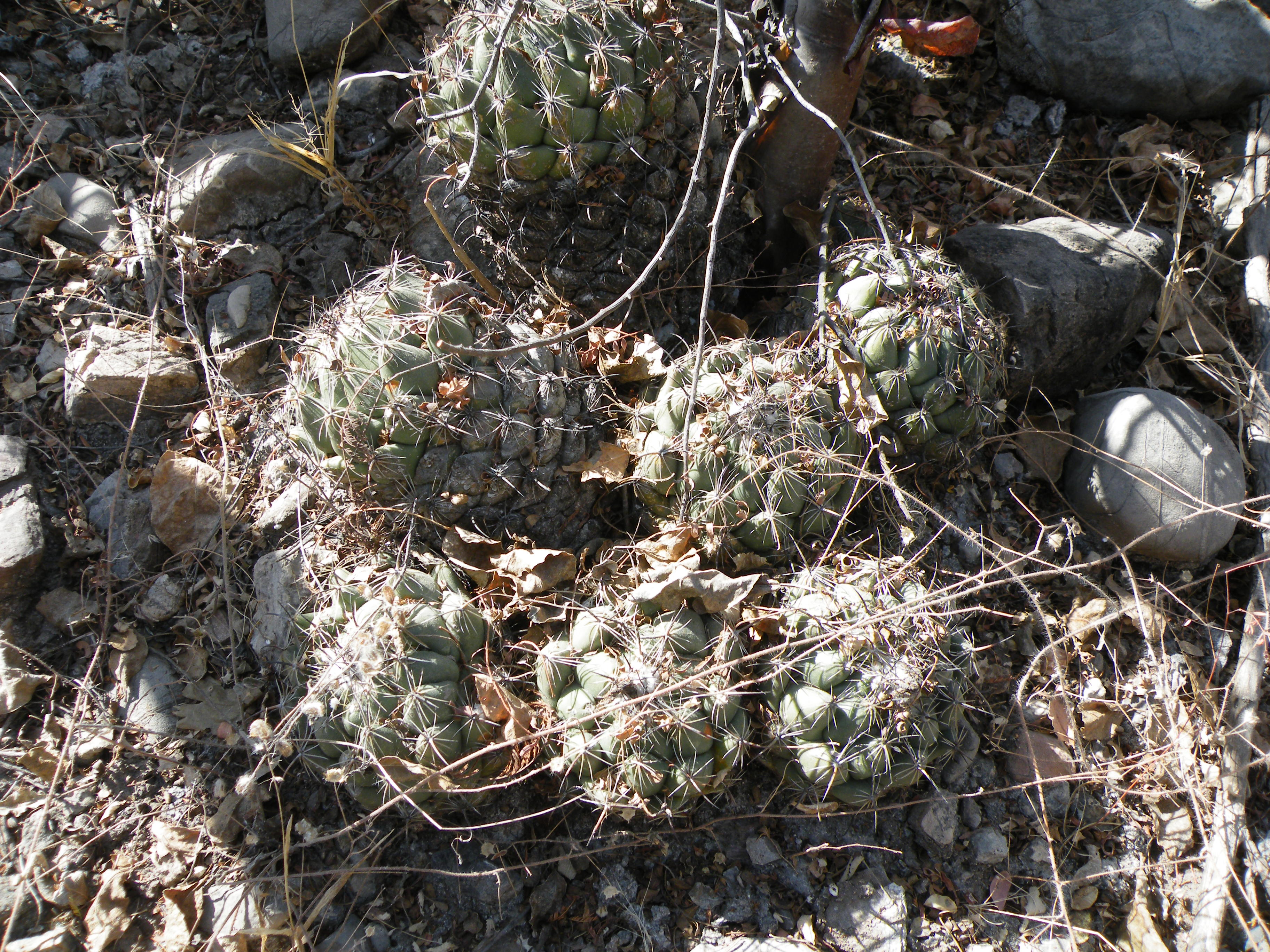
Coryphantha calipensis
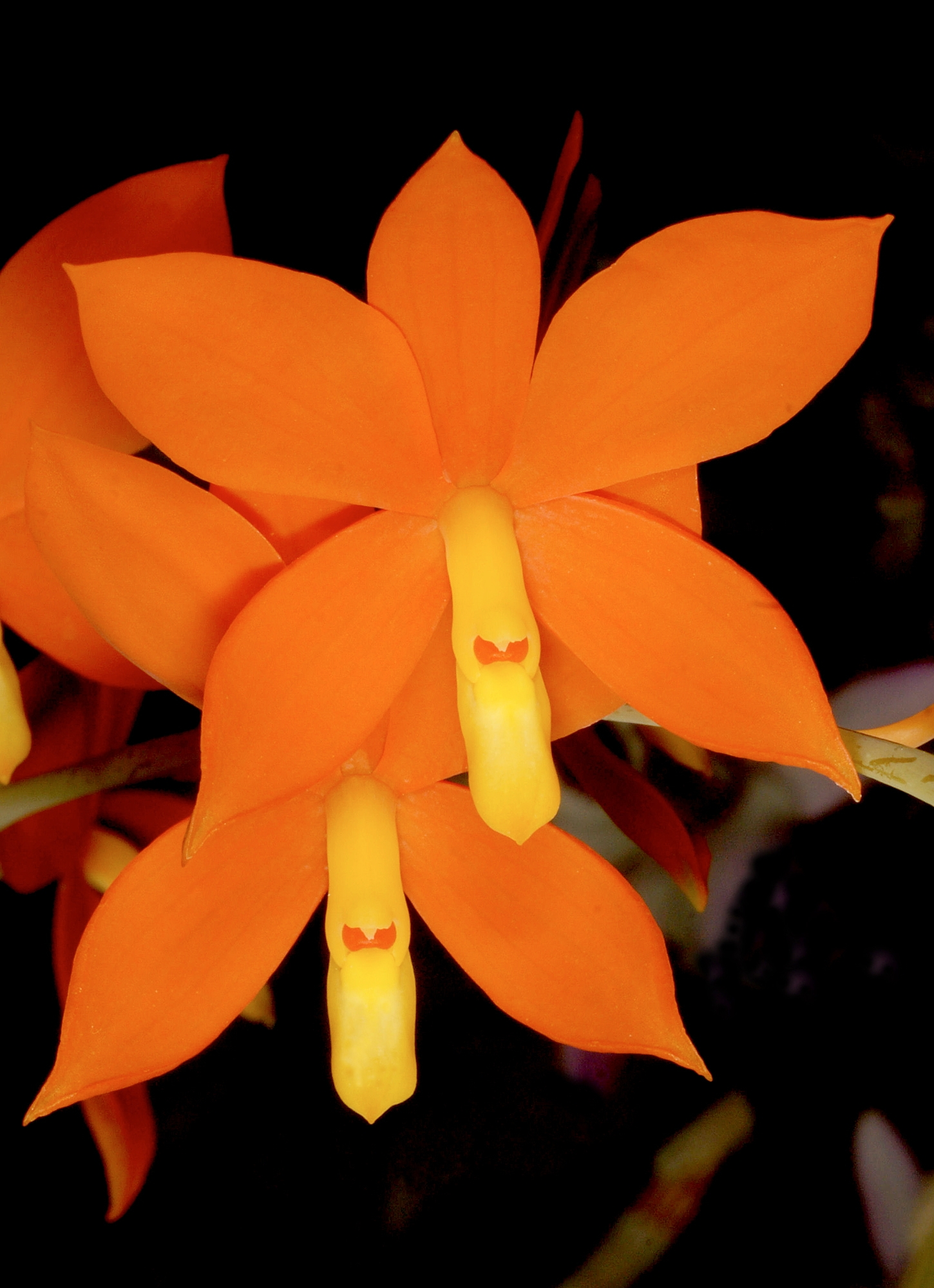
Prosthechea vitellina
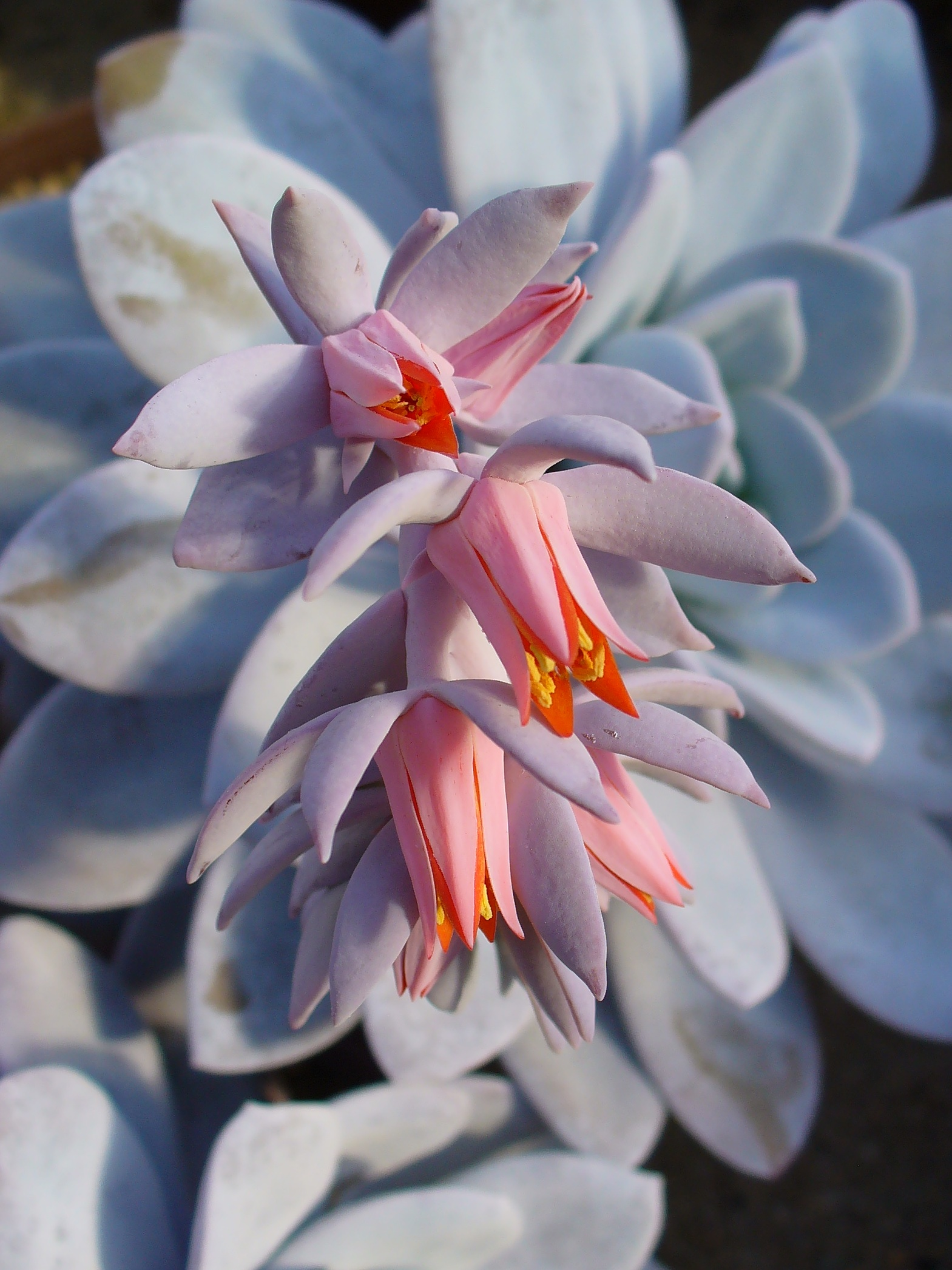
Echeveria laui